# 阿克薩科沃市鎮
43°19′N 27°48′E / 43.317°N 27.800°E

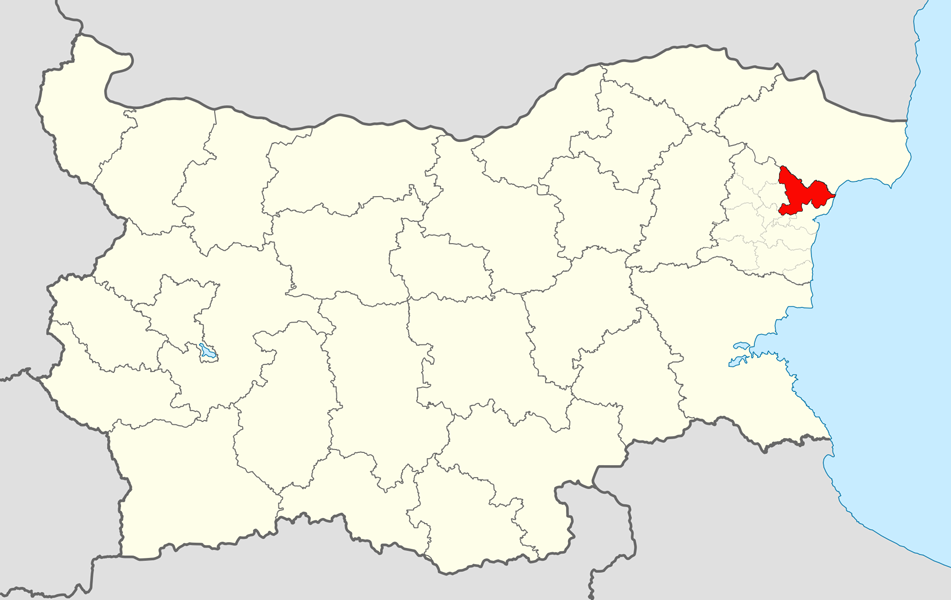

阿克薩科沃市（羅馬化：Aksakovo），是保加利亞的城鎮，位於該國東北部，由瓦爾納州負責管轄，首府設於阿克薩科沃，面積472平方公里，2009年人口21,919，人口密度每平方公里46.44人。